# Ophiuche violealis
Ophiuche violealis là một loài bướm đêm trong họ Erebidae.